# 6 août 1972
Le dimanche 6 août 1972 est le 219e jour de l'année 1972.

## Naissances
- Abdel Mabrouki, syndicaliste français.
- Douglas de Souza (mort le 13 décembre 1998), athlète brésilien.
- Edouard Dmitriev, joueur professionnel de hockey sur glace russe.
- Geri Halliwell, chanteuse de variétés.
- Ihosvany Hernández, joueur cubain de volley-ball.
- Isaac Menyoli, architecte et skieur camerounais.
- Jason O'Mara, acteur irlandais.
- Lisa Smirnova, pianiste autrichienne.
- Marco Morgenstern, biathlète allemand.
- Paolo Bacigalupi, écrivain américain.
- Ray Lucas, joueur de football américain.

## Décès
- Frank Forward (né le 9 mars 1902), inventeur et métallurgiste canadien.
- Raymond Mondon (né le 9 juillet 1917), personnalité politique française.